# Stanleybet România
Stanleybet România este o casă de pariuri cu sediul în București filială a grupului britanic Stanleybet International, care numără peste 2000 agenții în toată Europa. Compania a intrat în România în 2004, iar în prezent este unul dintre principalii operatori de pe piața locală a pariurilor. În 2011 a ajuns la peste 1000 de angajați și peste 360 agenții în toată țara.
Stanleybet oferă servicii de pariere atât offline, în agenții, cât și online, pe www.stanleybet.ro, în conformitate cu legislația din domeniu. În iunie 2015 a intrat în vigoare noua lege a jocurilor de noroc din România, aliniată la normele europene. Stanleybet a fost printre primii operatori care au primit licența de funcționare din partea O.N.J.N. (Oficiul Național pentru Jocuri de Noroc). Compania funcționează în baza Licenței RO2838L001376 (agenții) și a Licenței L1160971W000196 (online).

## Istoric
Prezentă pe piața din România încă din 2004, când a fost deschisă prima agenție din București, pe Bd. Nicolae Titulescu nr. 14, Stanleybet s-a extins la nivel național ajungând să numere peste 360 case de pariuri. De asemenea, Stanleybet România a contribuit în mod direct la înființarea, în 2012, la București, a primului centru internațional de suport pentru clienții grupului din întreaga Europă.
Compania-mamă, Stanley Leisure, exista încă din anii '50, devenind operator licențiat în Anglia în temeiul Betting, Gaming and Lotteries Act 1963. Modelul de business, diferit față de cel al competitorilor, a permis Stanley Leisure să devină unul dintre principalii competitori de pe piața britanică. Investițiile în cazinourile și în agențiile din provincie au fost continuate prin extinderea companiei în Londra.
Înființată în 1997, Stanleybet International (Stanleybet) a continuat să dezvolte, la nivel internațional, ceea ce a reușit în Marea Britanie Stanley Leisure. Orientarea către un nou model de business, internațional și concentrarea pe noi piețe, a creat un context favorabil pentru vânzarea business-ului din Anglia, în 2005, pentru suma de 500 milioane lire sterline (un record pe piața de profil).
Devenită companie de sine stătătoare, Stanleybet și-a dezvoltat afacerea europeană în Italia, prin intermediul unui model inovator de afacere, a cărui compatibilitate cu legislația UE a fost recunoscută prin deciziile pronuntațe de Curtea Europeană de Justiție în cazurile Gambelli (2003) și Placanica (2007).
Extinderea la nivelul continentului a dus la revenirea Stanleybet International pe piața britanică, de această dată din poziția de lider european de profil. Noi locații au fost deschise în Anglia în anul 2014, un moment marcant în istoria operatorului britanic de pariuri.

## Servicii pe piața din România
Stanleybet se numără printre casele de pariuri care au avut contribuții majore la dezvoltarea pieței autohtone. Compania a preluat inițiativa nu doar prin introducerea de oferte și servicii în premieră, precum "Stanleybet Club" și "Pariază Cash Online", ci și prin respectarea și îmbunătățirea cadrului legislativ din industrie.
Oferta de pariere este disponibilă atât în cele peste 360 agenții, cât și online, pe www.stanleybet.ro.

### Pariuri sportive[12]
Au cea mai mare pondere în oferta companiei, cu: peste 200 campionate de fotbal, zeci de turnee de tenis, handbal, Formula 1 și multe altele, inclusiv sporturi mai puțin promovate în România, precum cricket-ul.

### Pariuri pe numere[14]
Stanleybet pune la dispozita pariorilor peste 60 de loterii internaționale. Astfel, pariorii români pot miza pe numerele extrase la fiecare din cele peste 1300 de extrageri care au loc într-o săptămână.
Una din cele mai importante loterii din oferta este Grecia Kino. Pentru aceasta Stanleybet oferă, în exclusivitate, pe lângă pariurile clasice și stilul Kino. Noutatea constă în posibilitatea de a avea multiple variante de câștig la un singur pariu, chiar și în cazul în care nu este indicat niciun număr câștigător. Extragerile Grecia Kino au loc la fiecare 5 minute, zilnic.

### Pariuri virtuale
V-Sports numără în prezent 5 tipuri de evenimente virtuale: fotbal, curse de câini, curse de mașini, curse cai, speadway.
V-Bingo ofera posibilitatea parierii pe extrageri virtuale de numere.
Evenimentele V-Sport și V-Bingo sunt produse oferite de cel mai mare producator de jocuri de noroc virtuale din lume, Inspired Virtual Gaming. Acestea sunt generate de un server independent la fiecare 4 minute, astfel că în toate agențiile din țară rulează, simultan, o dată la 2 minute, câte unul dintre cele două tipuri de evenimente virtuale.

### Pariurile nonsportive
Acest tip de pariuri, unul cu un public foarte divers, este întâlnit la evenimente, precum: Premiile Oscar, Eurovision, Vocea României, Românii au Talent, X-Factor etc.

### Milionar
Britanicii de la Stanleybet au stabilit, în România, valoarea maximă de câștig la un pariu sportiv, respectiv 500.000 lei. Însă cel mai mare câștig la pariuri, din România, este oferit de un tipul de pariu Milionar, unic pe piață.
Acesta cuprinde 20 de meciuri și oferă 4 praguri de câștig, maximul fiind de 1,5 milioane lei.

### Supergoal
Una dintre cele mai mari provocări pentru pariori este să indice cine va marca în meci. Astfel, există posibilitatea de a paria pe scorul corect și pe primul, respectiv ultimul marcator din meci. Cotele la oferta Supergoal sunt foarte mari, iar câștigul maxim poate  ajunge până la un milion de lei.

### Bonusuri

#### StanleyPlus5
Pariorii au posibilitea de a-și crește singuri cotele pentru un eveniment cu oferta StanleyPlus5. Pentru aceasta, ei trebuie să joace pe bilet minim 5 evenimente din oferta obișnuită, iar al șaselea eveniment îl pot alege din oferta StanleyPlus5. Astfel, beneficiază de cote mai mari pentru toate pariurile de pe bilet. Oferta specială este actualizată zilnic și include 6 meciuri.

#### Bonus la câștig[17]
Pariorii beneficiază de un bonus la câștig de până la 70%, în funcție de numărul de evenimente puse pe bilet. Valoarea bonusului începe de la 7% din câștig, pentru 6 evenimente pariate (fiecare cu o cotă minimă de 1.30) și ajunge la 70% pentru 21 de evenimente (fiecare cu o cotă de minim 1.20).

#### Stanleybet Club[10]
Compania britanică a lansat, în 2016, primul sistem de fidelizare și recompensare a pariorilor din România. Calitatea de membru Stanleybet Club poate fi obținută de către persoanele majore, în orice agenție Stanleybet și aduce beneficii precum: internet Wi-Fi gratuit (în agenții), primirea de notificări pe email privind statusul biletelor de pariere, salvarea biletelor virtuale și plasarea lor direct în agentii, promoții în magazinele partenere.

### Slot machines - Megajackpot
Stanleybet oferă în agenții și aparate de joc de tip slot machines. La nivel național sunt peste peste 1000 de aparate, multe dintre ele conectate la sistemele de jackpot-uri locale.
Simultan este oferit și cel mai puternic jackpot progresiv din România, care unește peste 200 de aparate de tip Megajackpot de pe tot cuprinsul țării. Astfel este facilitată acordarea celui mai mare premiu de acest tip de pe piață, care pornește de la 200.000 lei. Ion "Ironman" Oncescu, multiplul campion mondial la skandenberg la ambele brațe, este ambasadorul premiului Megajackpot în România.
Stanleybet a fost prima casă de pariuri, activă pe piață, care în iulie 2015 a primit deptul de a opera pariuri online, prin intermediul platformei www.stanleybet.ro.
O dată cu lansarea Stanleybet.ro, produsele și oferta din retail au devenit disponibile în online, iar pariorii au beneficiat de o experiență nouă. La fel ca și în agenții, pe platforma online se poate paria live pe evenimentele în desfășurare. În plus, pariorii au acces la statitici în timp real și pot paria de oriunde, de pe orice dispozitiv.

#### Cazinoul Live
Pe lângă posibilitatea de a paria, platforma online include și o secțiune de cazinou. Clienții pot juca live într-un cazinou în care jocurile se desfășoară în timp real. Astfel se poate paria pe Blackjack, Poker și alte jocuri de masă.
Jocurile de tip slot machines se regăsesc de asemenea în format online, pe platforma de pariere. Jocuri cu diverse tematici, sunt disponibile pe aparatele online, similare celor din agenții.

#### Cash Online[11]
Pariurile online reprezintă un domeniu foarte dinamic, astfel că o facilitate lansată a fost posibilitatea de a încărca și retrage bani din contul de pariere online într-un mod mai rapid, direct la ghișeul din agenție. Nu mai este nevoie de un card sau cont bancar pentru a putea paria online. Sistemul de funcționare este unul simplu, pariorii având nevoie doar de datele de identificare pentru a avea acces la facilitatea "Cash Online".

## Stanleybet Magazine
Într-un format practic, cu o multitudine de pariuri, informații despre meciuri și statistici pentru evenimentele din săptămâna care urmează, Stanleybet Magazine a devenit un reper în rândul pariorilor. Revista se distribuie gratuit, în fiecare vineri, împreună cu Gazeta Sporturilor, singurul ziar sportiv din România.

## Pariere responsabilă
Stanleybet România susține dezvoltarea pieței pariurilor într-o manieră responsabilă și transparentă, cu respectarea reglementărilor UE. Compania este membru fondator al Patronatului Romanian Bookmakers, organizație afiliată la Uniunea Generală a Industriașilor din România (U.G.I.R.).
Compania susține demersurile Federației Române de Fotbal de a asigurarea integritatea jocului de fotbal, o acțiune a forului național fiind lansarea platformei - fotbalcurat.frf.ro
Sportul este curat atunci toți adversarii își apără corect șansele, astfel că Stanleybet susține politica de toleranță zero în problema trucării partidelor.
Stanleybet International este membru-fondator al Independent Betting Arbitration Service, care funcționează în Marea Britanie pentru a asigura un tratament corect tuturor clienților. Stanleybet s-a numărat de asemenea printre primii organizatori de pariuri din Marea Britanie care au colaborat cu GamCare, o instituție filantropică înregistrată, reprezentând o autoritate în furnizarea de informații, sfaturi și sprijin practic privind impactul social al jocurilor de noroc. Stanleybet International este membru a European Sports Security Association (ESSA), care asigură integritatea pariurilor sportive online și offline. ESSA este și un donator important al fundației "The GREaT Foundation", care strânge bani pentru cercetare, educație și tratament în domeniul jocurilor de noroc din Marea Britanie.
Legislația Uniunii Europene și jurisprudența Curții Europene de Justiție recunosc dreptul grupului internațional Stanleybet de a avea acces la piețele de pariuri sportive din întreaga Uniune Europeană.

## Sponsorizări și parteneriate
Stanleybet este o companie cu o implicare activă în dezvoltarea sportului românesc și a inițiat mai multe demersuri, în acest sens, de când este prezență pe piața din România.

### Fotbal
Fotbalul este sportul rege și atunci când vine vorba de pariuri, iar Stanleybet este sponsor oficial al Cupei României încă din sezonul 2011 - 2012. Astfel, casa de pariuri de origine britanică se numără printre companiile care sprijină FRF în proiectele sale de dezvoltare a fotbalului românesc.

### Rugby
Rugby-ul în 7 a devenit probă olimpică, începând cu 2016 și propune o nouă versiune a rugby-ului tradițional. Este un sport relativ nou, dar cu o creștere puternică, la care Stanleybet a luat parte. În anul 2012, compania a devenit partener oficial al naționalei de rugby 7 a României.
Stanleybet a continuat să susțină rugby-ul românesc timp de 2 ani, perioada când a sustinut sectia de Rugby a Clubului Sportiv al Armatei. Astfel compania a sponsorizat Steaua Rugby, cea mai titrată echipă de rugby din România, cu nu mai puțin de 25 de titluri naționale și 10 Cupe ale României în palmares.

### Competiții universitare
Stanleybet s-a implicat și în dezvoltarea sportului la nivel universitar, iar unul dintre primele sale proiecte sportive pe care le-a susținut a fost Studențiada 2008, cel mai mare eveniment dedicat tinerilor studenți.
Printre alte proiecte importante pot fi enumerate și Cupa Regiei la Fotbal Stanleybet (2011, 2012, 2013, 2014) sau Cupa Academiei (2010). Stanleybet a fost în toți acești ani un partener pentru U.N.S.R. în ceea ce privește organizarea evenimentelor sportive.

### Superkombat
Cu o evolutie fulminantă, circuitul Superkombat este unul dintre cele mai importante evenimente sportive de kickboxing din Europa. Majoritatea galelor sunt organizate în România și sunt urmărite de telespectatori din circa 120 de țări.
Stanleybet a susținut inițiativa Federației Române de Local Kombat de a dezvolt acest sport în România timp de 2 ani de zile. În această perioada a fost sporsor oficial al turneului Superkombat.

### Înot
Casa britanică de pariuri a devenit partener oficial al Campionatului Național de Înot, organizat de către Federația Română de Natație și Pentatlon Modern, între 19 – 23 iunie, la București.
Peste 200 de înotători seniori și juniori au concurat în 40 de finale.